# اریولتون (بازیکن فوتبال، زاده ۱۹۸۳)
اریولتون (انگلیسی: Erivélton؛ زادهٔ ۲۸ ژوئیهٔ ۱۹۸۳) بازیکن فوتبال اهل برزیل است.
از باشگاه‌هایی که در آن بازی کرده‌است می‌توان به باشگاه فوتبال اتلتیکو پارانائنزه اشاره کرد.